# Stenolicmus sarmientoi
Stenolicmus sarmientoi is een straalvinnige vissensoort uit de familie van de parasitaire meervallen (Trichomycteridae). De wetenschappelijke naam van de soort is voor het eerst geldig gepubliceerd in 1990 door de Pinna & Starnes.